# Samarína
Samarína är en ort i Grekland.   Den ligger i prefekturen Nomós Grevenón och regionen Västra Makedonien, i den nordvästra delen av landet, 300 km nordväst om huvudstaden Aten. Samarína ligger 1 383 meter över havet och antalet invånare är 839.
Terrängen runt Samarína är kuperad åt nordost, men åt sydväst är den bergig. Runt Samarína är det mycket glesbefolkat, med 3 invånare per kvadratkilometer. Samarína är det största samhället i trakten. I omgivningarna runt Samarína växer i huvudsak barrskog.